# Оптоволоконний зв'язок

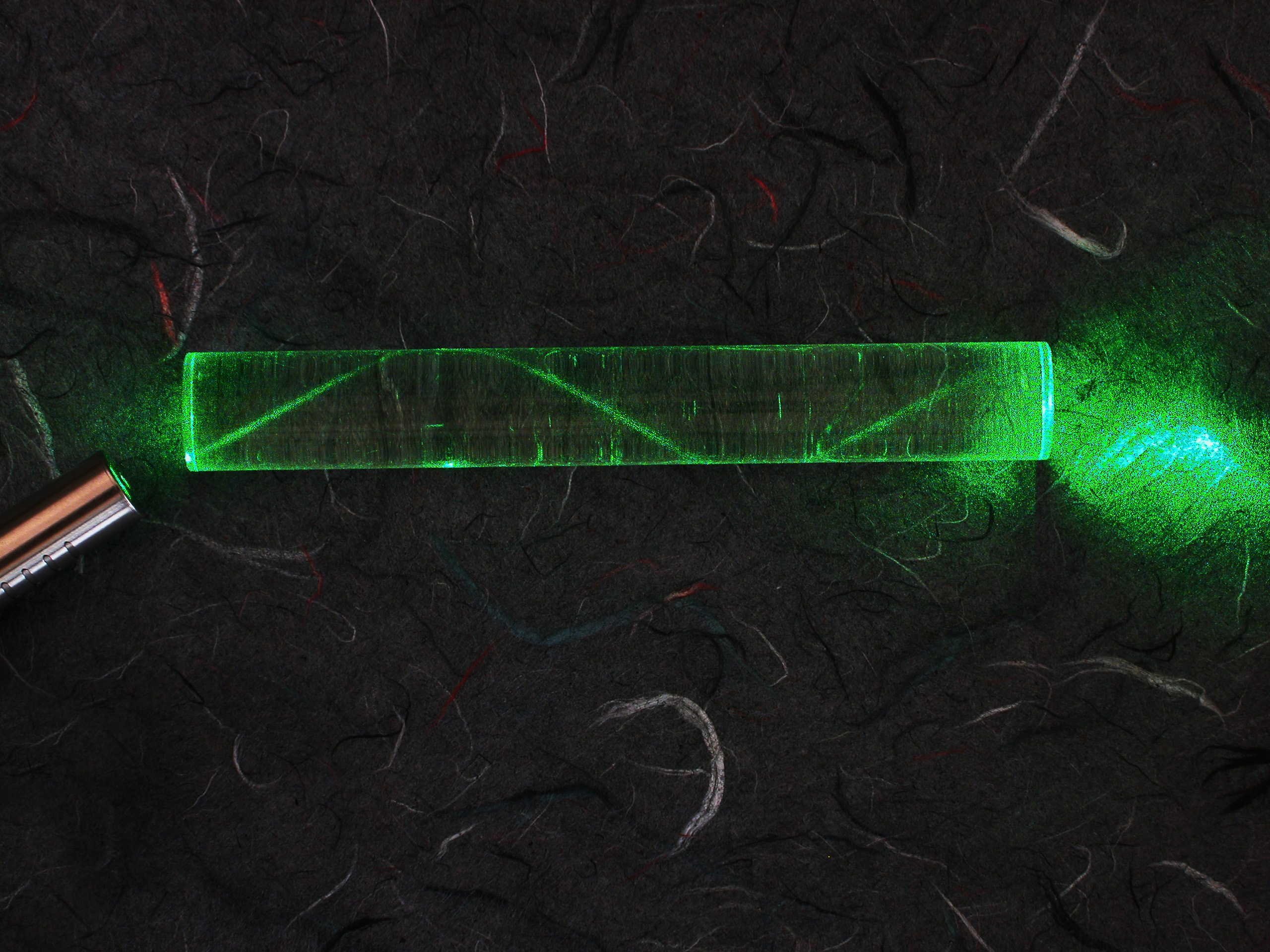
В оптоволоконому зв'язку інформація передається модульованими світловими променями через волоски, виготовлені у більшості із скла.

Оптоволоконний зв′язок — це тип телекомунікації із використанням імпульсів світлового випромінювання, заживленого в оптичне волокно. Такі промені створюють електромагнітне середовище, придатне для передачі інформації при наявності смислової модуляції. Вперше винайдена у 1970-их роках, ця технологія революціюнізувала галузь телекомунікаційного зв'язку та відіграє провідну роль у пришесті інформаційної ери. Завдяки перевагам над електричними провідниками, оптопроводи волоконного зв'язку в основному замініють мідні лінії комунікацій у більшості мереж нового покоління.